# Toutencourt
Toutencourt és un municipi francès situat al departament del Somme i a la regió dels Alts de França. L'any 2007 tenia 494 habitants.

## Demografia

### Població
El 2007 la població de fet de Toutencourt era de 494 persones. Hi havia 187 famílies de les quals 46 eren unipersonals (23 homes vivint sols i 23 dones vivint soles), 51 parelles sense fills, 78 parelles amb fills i 12 famílies monoparentals amb fills.
La població ha evolucionat segons el següent gràfic:
Habitants censats

### Habitatges
El 2007 hi havia 221 habitatges, 195 eren l'habitatge principal de la família, 13 eren segones residències i 14 estaven desocupats. Tots els 219 habitatges eren cases. Dels 195 habitatges principals, 175 estaven ocupats pels seus propietaris, 17 estaven llogats i ocupats pels llogaters i 3 estaven cedits a títol gratuït; 4 tenien dues cambres, 24 en tenien tres, 44 en tenien quatre i 123 en tenien cinc o més. 141 habitatges disposaven pel capbaix d'una plaça de pàrquing. A 66 habitatges hi havia un automòbil i a 108 n'hi havia dos o més.

### Piràmide de població
La piràmide de població per edats i sexe el 2009 era:
| Homes | Edats   | Dones |
| ----- | ------- | ----- |
| 0     | 95 o +  | 4     |
| 0     | 90 a 94 | 0     |
| 4     | 85 a 89 | 12    |
| 0     | 80 a 84 | 8     |
| 8     | 75 a 79 | 12    |
| 8     | 70 a 74 | 16    |
| 20    | 65 a 69 | 12    |
| 4     | 60 a 64 | 8     |
| 16    | 55 a 59 | 8     |
| 16    | 50 a 54 | 8     |
| 32    | 45 a 49 | 24    |
| 20    | 40 a 44 | 24    |
| 16    | 35 a 39 | 20    |
| 8     | 30 a 34 | 4     |
| 12    | 25 a 29 | 12    |
| 20    | 20 a 24 | 16    |
| 4     | 15 a 19 | 24    |
| 24    | 10 a 14 | 24    |
| 4     | 5 a 9   | 12    |
| 8     | 0 a 4   | 4     |

## Economia

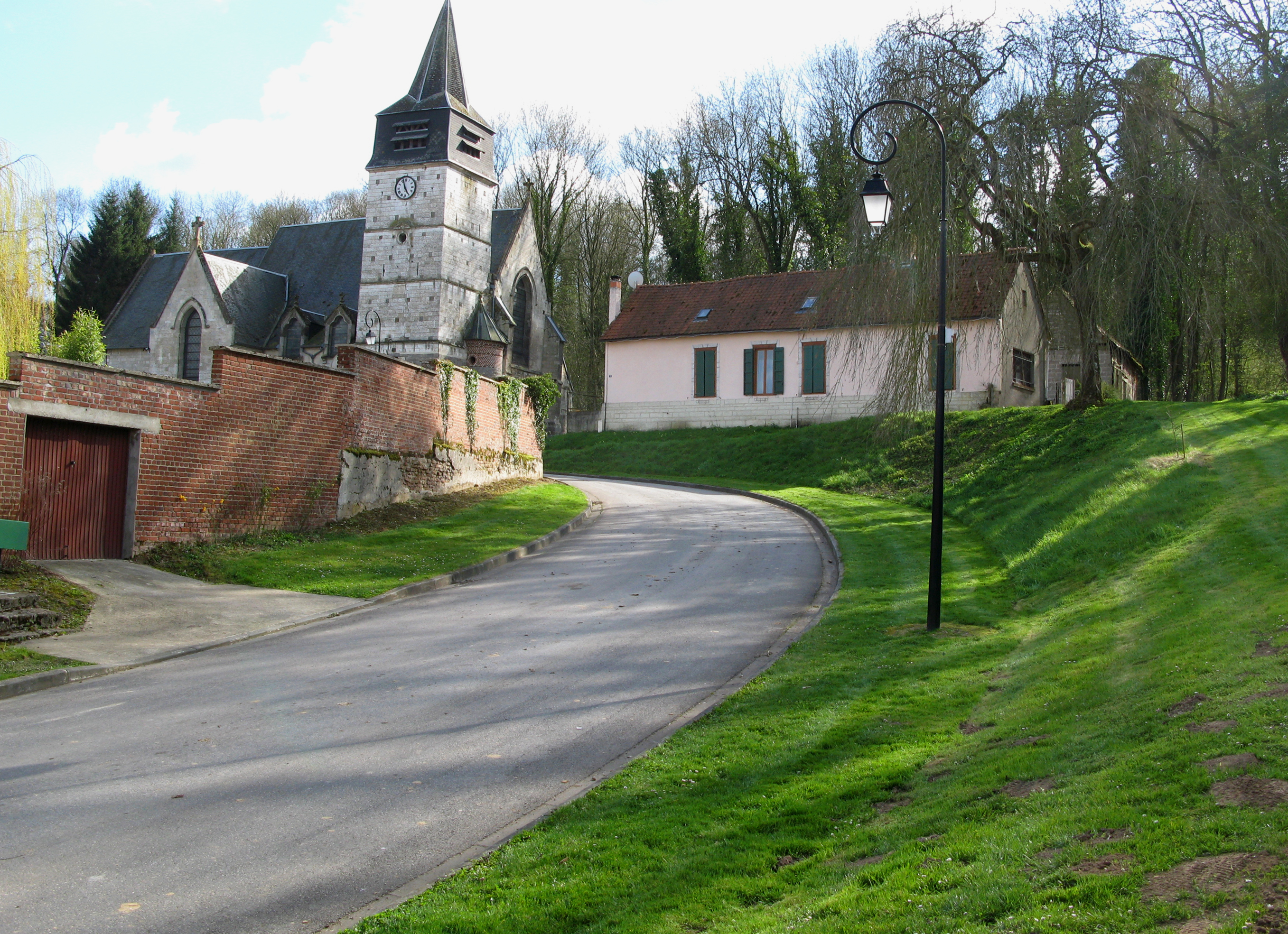

El 2007 la població en edat de treballar era de 307 persones, 235 eren actives i 72 eren inactives. De les 235 persones actives 208 estaven ocupades (121 homes i 87 dones) i 29 estaven aturades (15 homes i 14 dones). De les 72 persones inactives 30 estaven jubilades, 18 estaven estudiant i 24 estaven classificades com a «altres inactius».

### Ingressos
El 2009 a Toutencourt hi havia 200 unitats fiscals que integraven 512 persones, la mediana anual d'ingressos fiscals per persona era de 19.872 €.

### Activitats econòmiques
Dels 12 establiments que hi havia el 2007, 1 era d'una empresa alimentària, 1 d'una empresa de fabricació d'altres productes industrials, 4 d'empreses de construcció, 1 d'una empresa de transport, 1 d'una empresa d'hostatgeria i restauració, 1 d'una empresa immobiliària, 2 d'empreses de serveis i 1 d'una empresa classificada com a «altres activitats de serveis».
Dels 6 establiments de servei als particulars que hi havia el 2009, 1 era una oficina de correu, 1 taller de reparació d'automòbils i de material agrícola, 1 paleta, 1 fusteria, 1 lampisteria i 1 perruqueria.
L'únic establiment comercial que hi havia el 2009 era una fleca.
L'any 2000 a Toutencourt hi havia 21 explotacions agrícoles que ocupaven un total de 1.274 hectàrees.

## Equipaments sanitaris i escolars
El 2009 hi havia una escola elemental integrada dins d'un grup escolar amb les comunes properes formant una escola dispersa.

## Poblacions més properes
El següent diagrama mostra les poblacions més properes.